# 南王绪遗址
南王绪遗址，位于山东省烟台市蓬莱区北沟镇南王绪村，是中华人民共和国全国重点文物保护单位之一。
2006年12月7日，公布为山东省文物保护单位，2013年5月公布为全国重点文物保护单位，是一座古遗址。